# Arbeiterheim Bermsgrün
Das ehemalige Arbeiterheim Bermsgrün ist ein Kulturdenkmal im Ortsteil Bermsgrün der Stadt Schwarzenberg im sächsischen Erzgebirgskreis.

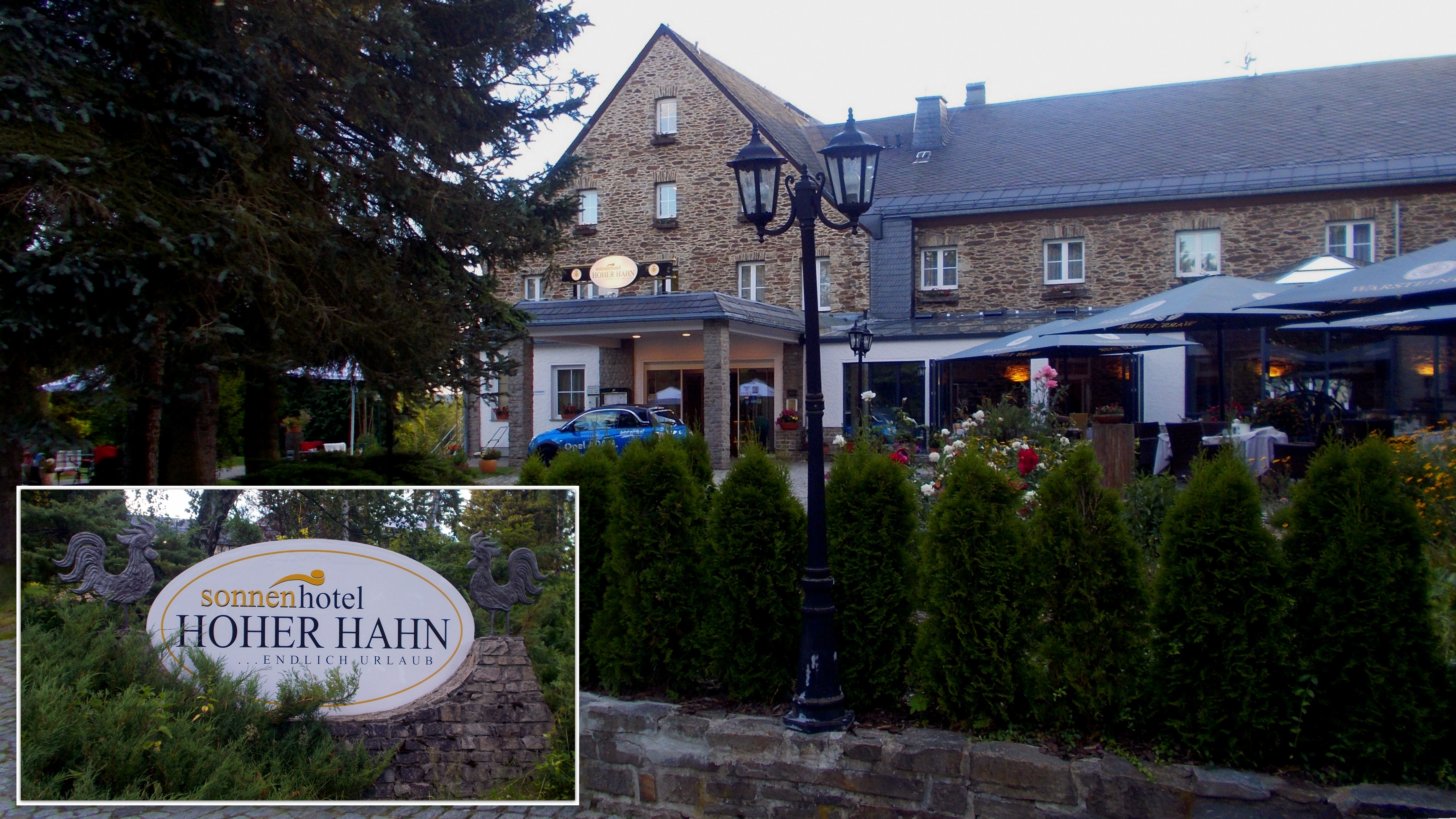
Hotel Hoher Hahn bei Schwarzenberg (2016)

## Geschichte

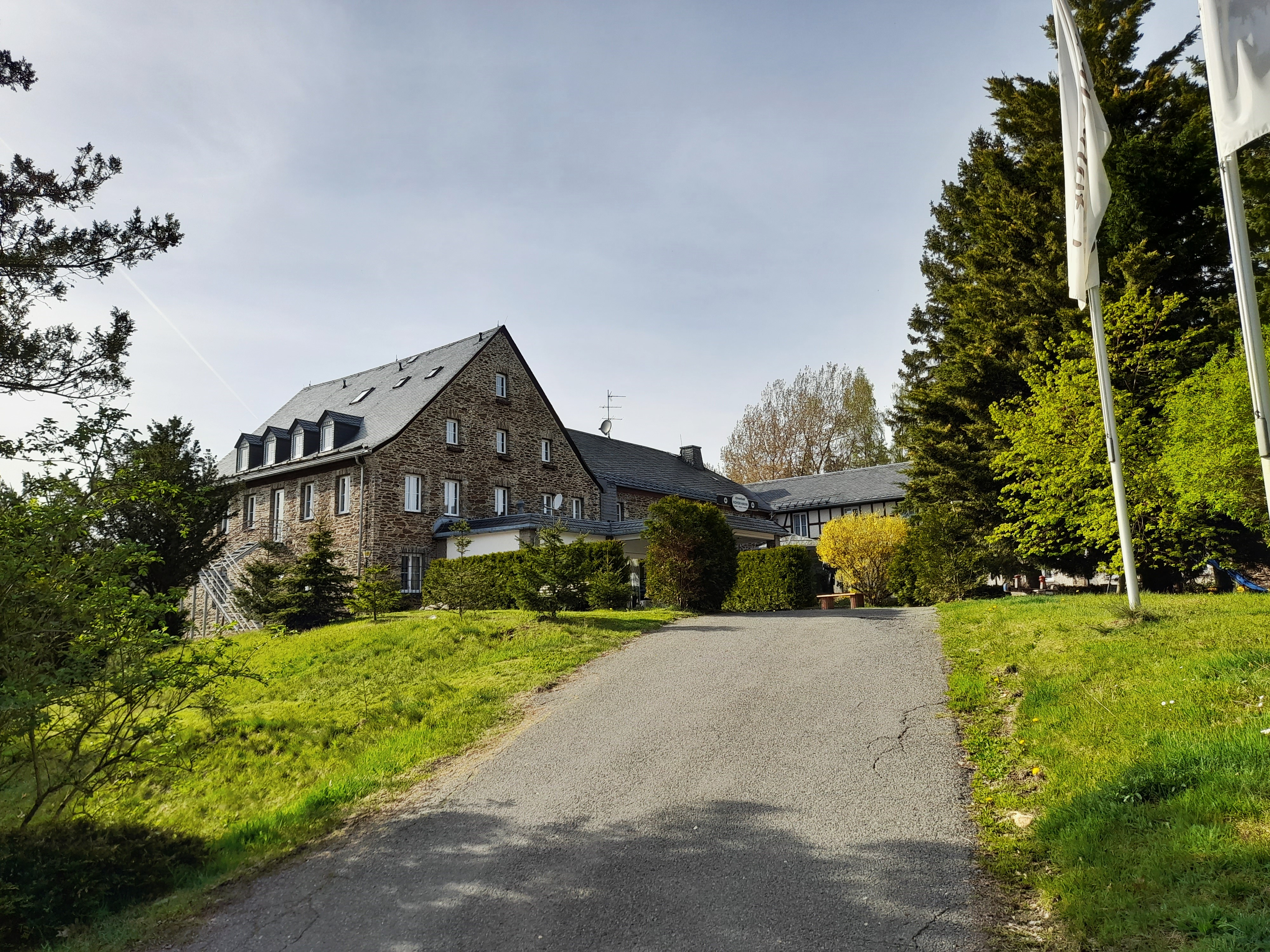
Sonnenhotel Hoher Hahn (Arbeiterheim Bermsgrün)

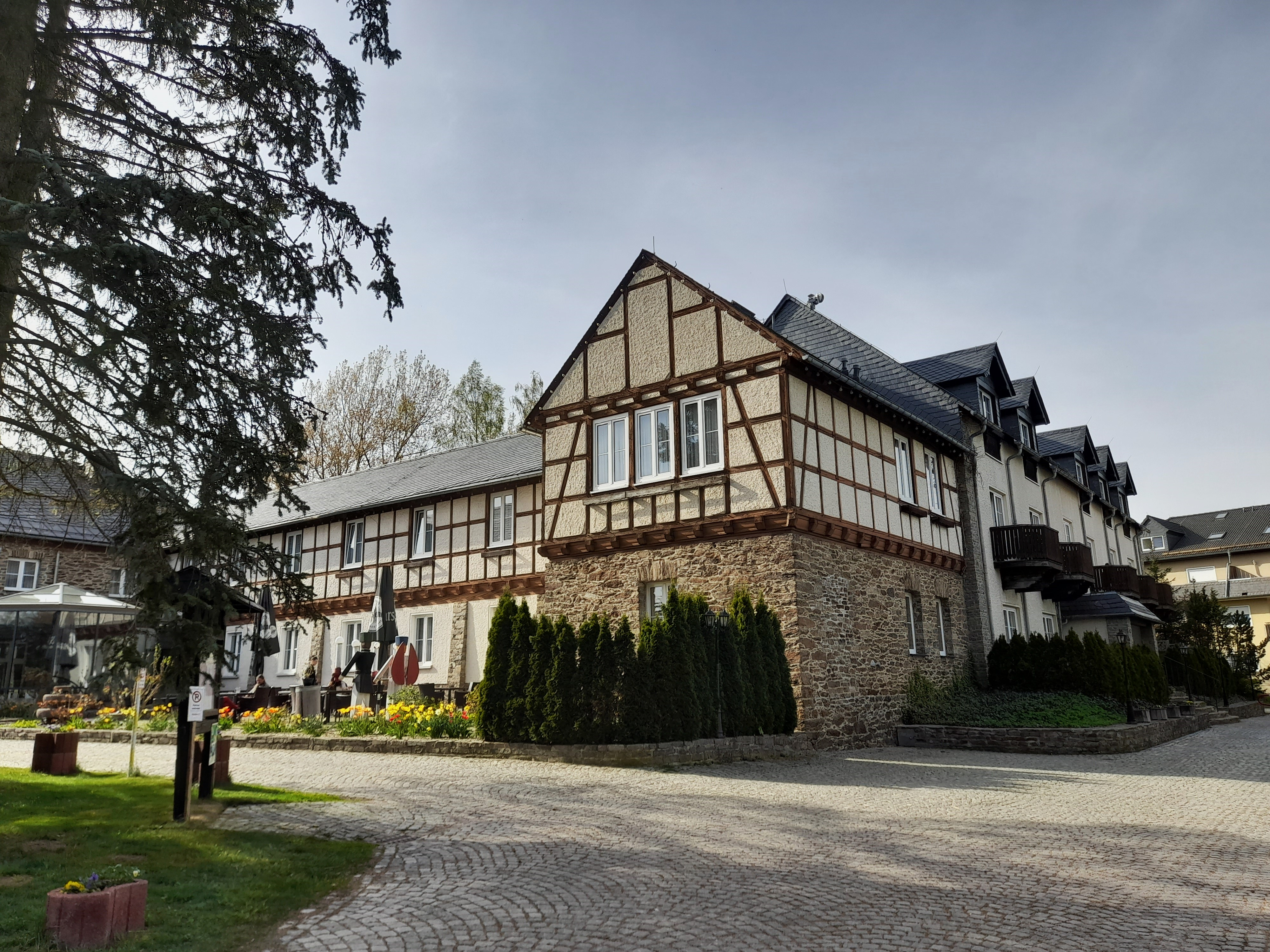
Sonnenhotel Hoher Hahn (Arbeiterheim Bermsgrün)

Bald nach dem Ende des Ersten Weltkriegs entwickelte sich in der kommunistischen Hochburg Bermsgrün eine Arbeitersportbewegung, unter deren Führung ab 1920 ein neues Sportgelände in einem Waldgebiet am Hohen Hahn entstand. Weil sich das dazugehörige Versammlungshaus schnell als zu klein erwies, wurde von 1928 bis 1932 das Arbeiterheim Bermsgrün als Sporthalle mit Wirtschaftsgebäude errichtet. Der Gebäudekomplex bot bis zu 700 Personen Platz, wurde für Sportveranstaltungen, Schulsport und unter anderem von Ernst Schneller und Hermann Duncker geleitete KPD-Lehrgänge genutzt. In seiner vom DDR-Zeitgeist geprägten Darstellung Das Arbeiterheim Bermsgrün schrieb Paul Korb 1981: „Es wurde zum Treffpunkt der revolutionären Arbeiter des westlichen Erzgebirges.“
Nach der Machtergreifung wurde das Arbeiterheim von der SA-Standarte 105 besetzt und von März bis Mai 1933 als frühes Konzentrationslager für Gegner des Nationalsozialismus und nach einem 1937/38 von der Reichsbetriebsgemeinschaft 6 „Eisen und Metall“ finanzierten und vom Architekten Kurt Maenicke aus Leipzig geplanten Umbau im Stil einer NS-Ordensburg als Schulungsheim unter der Bezeichnung Gauschule Bermsgrün-Schwarzenberg der Deutschen Arbeitsfront (DAF) genutzt. Hier wurden vorrangig Betriebsführer ausgebildet. Anfang 1942 wurde die Gauschule dem Erholungswerk der DAF zur Verfügung gestellt und in ein Erholungsheim umgewandelt.
Nach dem Ende des Zweiten Weltkriegs übernahm es zunächst der Antifaschistische Aktionsausschuss der Stadt Schwarzenberg. Im Jahr 1944 fand für kurze Zeit die aufgrund eines Bomben-Volltreffers evakuierte Kinderklinik aus Tilsit in Ostpreußen samt Personal, Patienten und Inventar Unterkunft im Arbeiterheim Bermsgrün, bis diese als Kinderklinik Aue ihr endgültiges Domizil im Sächsischen Gemeinschafts-Diakonissenhaus ZION in Aue fand. Im Arbeiterheim Bermsgrün wurde 1947 die Kreisparteischule der SED eingerichtet. Nach einer zwischenzeitlichen Nutzung als Lehrgangsheim der VVB MEWA Zwickau und als Erholungsheim des VEB Braunkohlenkombinat Geiseltal-Großkayna betrieb ab 1970 der Rat der Gemeinde Bermsgrün das Arbeiterheim, in dem verschiedene Schulungen der Industriezweigkammer stattfanden. Nach dem Ende der DDR wurde das Gebäude erweitert und in das Hotel „Am hohen Hahn“ (heute: „Sonnenhotel Hoher Hahn“) integriert.

## Architektur
Der Kern des ursprünglich zweiflügeligen Gebäudekomplexes im Heimatstil besteht wie der 1936 angebaute, etwas niedrigere Seitenflügel aus unverputztem Bruchsteinmauerwerk mit einem aufgesetzten Fachwerkobergeschoss.